# Tokorozawa
Tokorozawa (所沢市,, Tokorozawa-shi) é uma cidade localizada na província de Saitama, Japão. Está localizada na parte central da planície Musashino, cerca de 30 km a oeste do centro de Tóquio. Tokorozawa pode ser considerada parte da grande área de Tóquio; sua proximidade com Tóquio e os baixos custos de habitação faz com que Tokorozawa seja popular como uma cidade dormitório.
Em 2006, a cidade tinha uma população estimada em 339 341 habitantes e uma densidade populacional de 4 713,72 h/km². Tem uma área total de 71,99 km².
Recebeu o estatuto de cidade a 3 de Novembro de 1950.
Tokorozawa faz fronteira com as cidades de Tóquio de Kiyose, Higashimurayama, Higashiyamato, Musashimurayama, e Mizuho, e as cidades de Saitama de Iruma, Sayama, Kawagoe, Miyoshimachi, e Niiza.
A maior parte do Lago Sayama se encontra dentro da cidade; O Lago Tama também toca a parte sudoeste da cidade. Hoje, a cidade é um mercado agrícola cultivando localmente o chá verde de Sayama. Outros produtos agrícolas incluem espinafre, cenoura, batata doce, bardana, pêras e uvas.
A área ao redor da saída oeste da Estação Tokorozawa foi construída como uma zona comercial com várias lojas. Prope Street é um popular shopping arcade.
Tokorozawa abriga o Centro de Controle da Área de Tóquio, que controla o espaço aéreo nas regiões de Kanto, Joetsu, Tohoku, Chubu, e Hokuriku e uma parte da região Kansai.

## História
Tokorozawa foi estabelecido como uma cidade em 3 de novembro de 1950.
Durante o período Edo (1603-1867) a maior área da indústria era a de produção têxtil de seda.
Tokorozawa é conhecido como "o berço da aviação japonesa". Foi o local do primeiro aeródromo no Japão, inaugurado em 1911.

## Times profissionais de esporte
Clube
Esporte
Liga
Local
Estabelecido
Campeonatos

 Saitama Seibu Lions
 beisebol
 Pacific League
 Goodwill Seibu Dome
 1950
 12 (Japan Series)

 
Saitama Broncos
basquete
 BJ
 Estádio Municipal de Tokorozawa
 1999
 0

## Pontos de Interesse
- Goodwill Seibu Dome, casa do time de beisebol Seibu Lions.
- Seibu-en, um parque de diversões.
- Museu de Aviação de Tokorozawa, a localização do primeiro aeródromo do Japão.
- Sayama Ski Slope, um resort de indoor ski e snowboard.
- UNESCO Village, um parque educativo com exposições de dinossauros.
- Muse, Centro Cultural Cívico de Tokorozawa.
- Hachikokuyama, parque natural famoso, por ser a inspiração do anime Totoro.
- Santuário Tokorozawa Shinmei.
- Santuário Hatogamine Hachiman.

## Eventos
O Tokorozawa Matsuri é uma festa realizada todos os anos em outubro, há desfile de carros alegóricos (mikoshi), tambores taiko, e pessoas dançando samba.

## Transporte
Trem
- Estação Principal: Estação Tokorozawa
- Linha Seibu Ikebukuro:
  - Estação Tokorozawa, Estação Nishi-Tokorozawa, Estação Kotesashi, Estação Sayamagaoka
- Linha Seibu Shinjuku:
  - Estação Tokorozawa, Estação Koku-koen (Parque de aviação), Estação Shin-Tokorozawa
- Linha Seibu Sayama:
  - Estação Nishi-Tokorozawa, Estação Shimo-Yamaguchi, Estação Seibu-Kyujomae (Seibu Dome)
- Linha Seibu Yamaguchi:
  - Estação Seibu-Kyujomae (Seibu Dome), Estação Yuenchi-Nishi (Parque de diversões, Oeste)
- Linha JR East Musashino:
  - Estação Higashi-Tokorozawa

## Cidades-irmãs
- Decatur, EUA
- Changzhou, China
- Anyang, Coreia do Sul